# Meromyzobia bifasciata
Meromyzobia bifasciata is een vliesvleugelig insect uit de familie Encyrtidae. De wetenschappelijke naam is voor het eerst geldig gepubliceerd in 1890 door Ashmead.